# Vombatiformes
Sous-ordre
Les vombatiformes sont l'un des deux sous-ordres des Diprotodontia, un grand ordre de marsupiaux. De nombreuses espèces connues de cet ordre sont éteintes dont plusieurs faisaient partie de la mégafaune australienne.

## Classification
sous-ordre des Vombatiformes
- famille Phascolarctidae: Koala (1 espèce vivante)
  - genre Phascolarctos
- famille Vombatidae: wombats (3 espèces vivantes)
  - genre †Rhizophascolomus
  - genre Vombatus
  - genre †Phascolonus
  - genre †Warendja
  - genre †Ramasayia
  - genre Lasiorhinus
- famille †Diprotodontidae
  - genre †Bematherium
  - genre †Brachalletes
  - genre †Diprotodon
  - genre †Euowenia
  - genre †Euryzygoma
  - genre †Koalemus
  - genre †Kolopsis
  - genre †Kolopsoides
  - genre †Meniscolophus
  - genre †Neohelos
  - genre †Nototherium
  - genre †Plaisiodon
  - genre †Pyramios
  - genre †Raemeotherium
  - genre †Sthenmerus
  - genre †Zygomaturus

## Familles survivantes
Les seules familles survivantes sont celles des Phascolarctidae, qui comprennent les koalas et de nombreuses espèces éteintes, et celle des Vombatidae, qui comprend trois espèces éteintes plus le wombat.